# 茹涅
茹涅（法語：Jougne，法語發音：[ʒuɲ]）是法国杜省的一个市镇，属于蓬塔利耶区。

## 地理
茹涅（46°45'49"N, 6°23'16"E）面积29.03 平方千米，位于法国勃艮第-弗朗什-孔泰大區杜省，该省份为法国东部内陆省份，北起上索恩省，西接汝拉省，东部及东南部与瑞士接壤，东北部与贝尔福地区省接壤。
与茹涅接壤的市镇（或旧市镇、城区）包括：旧莱索皮托、新莱索皮托。

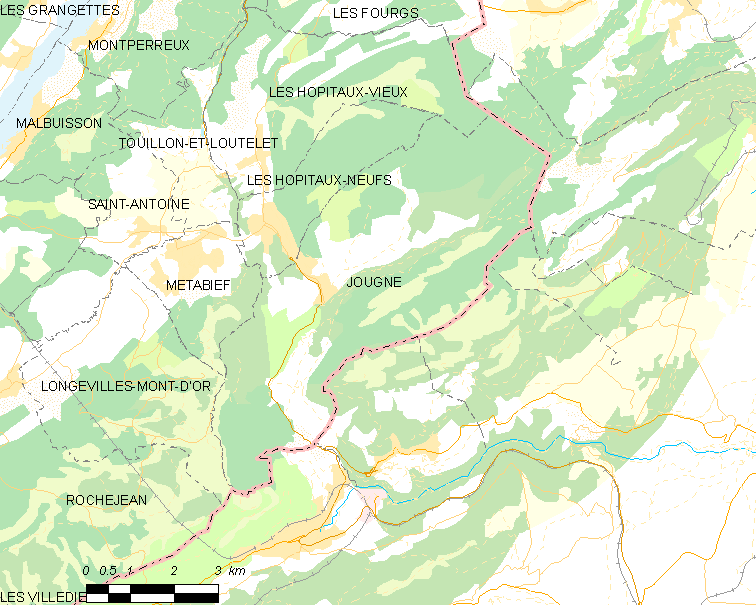
茹涅的OSM定位图

茹涅的时区为UTC+01:00、UTC+02:00（夏令时）。

## 行政
茹涅的邮政编码为25370，INSEE市镇编码为25318。

## 政治
茹涅所属的省级选区为弗拉讷县。

## 人口

1962-2008年间茹涅人口变化图示

茹涅于2022年1月1日时的人口数量为1915人。

## 友好城市
- 義大利 上布蒂列拉